# Битка код Раквере
Битка код Раквере, Раковора или Везенберга вођена је 18-19. фебруара 1268. године између снага Новгородске републике, Смоленска, Перејаславља и Пскова (око 30.000 људи) са једне и војске Немачког (Ливонског) витешког реда.

## Битка
У походу против данских феудалаца, снаге Новгородске републике и њених савезника биле су распоређене на прилазима Раковору у линију, а витезови који су им препречили пут поставили су се у виду клина. У почетку су витезови потисли руски центар, али су се, притиснути са бокова, морали повући. Обе стране су претрпеле велике губитке. Руси су гонили витезове до Раковора, али га нису успели освојити.